# Markus Hasler
Markus Hasler (* 3. Oktober 1971 in Eschen) ist ein ehemaliger Liechtensteiner Skilangläufer, der für den Unterländer WSV startete.

## Werdegang
Bereits seit 1979 steht Markus Hasler auf Langlaufskiern. 1992 feierte er seinen Einstand im Skilanglauf-Weltcup und holte im Dezember 1992 in Ramsau am Dachstein mit dem 29. Platz seine ersten Weltcuppunkte. Sein bestes Einzelergebnis im Weltcupeinzel war ein dritter Platz beim Sprint-Weltcup 2001 im italienischen Cogne. Sein bestes Gesamtergebnis erreichte er in der Saison 1995/96 mit zwei Top-Zehn-Platzierungen, den 23. Platz im Gesamtweltcup. Er nahm an den Olympischen Winterspielen 1992, 1994, 1998, 2002 und 2006 teil. Seine besten Platzierung dabei errang er 2006 in Turin mit dem 11. Platz im Skiathlon. Ebenfalls startete er bei den 1993, 1995,  1997, 1999, 2001, 2003, 2005 und 2007. Dabei war im Jahr 2003 im Val di Fiemme der vierte Platz im Skiathlon sein bestes Ergebnis. Bei einem Sturz im WM-Verfolgungsrennen in Sapporo 2007 zog sich der Liechtensteiner eine schwere Verletzung der Schulter zu. Erst zur folgenden Saison konnte Hasler langsam wieder zur alten Leistung zurückfinden und nahm in der Saison 2007/08 und 2008/09 im Marathon-Cup teil.
Bei Schweizer Meisterschaften siegte er viermal in der Verfolgung (1993, 1995–1997), dreimal über 30 km (1993, 1995 und 1996), zweimal über 10 km (1995, 1996) und einmal im Sprint (2001).
In den Jahren 1996 und 2003 wurde er in Liechtenstein jeweils zum Sportler des Jahres gewählt.
Markus Hasler ist der Sohn vom ehemaligen Radsportler Ewald Hasler. Nach dessen Tod hat Markus Hasler sein Elektrogeschäft übernommen.

## Erfolge

### Teilnahmen an Weltmeisterschaften und Olympischen Winterspielen

#### Olympische Spiele
- 1992 Albertville: 36. Platz 25 km Verfolgung, 43. Platz 50 km klassisch, 45. Platz 10 km klassisch
- 1994 Lillehammer: 21. Platz 30 km Freistil, 30. Platz 50 km klassisch, 39. Platz 25 km Verfolgung, 55. Platz 10 km klassisch
- 1998 Nagano: 20. Platz 10 km klassisch, 35. Platz 30 km klassisch, 35. Platz 25 km Verfolgung
- 2002 Salt Lake City: 12. Platz Sprint Freistil, 25. Platz 30 km Freistil Massenstart, 26. Platz 20 km Skiathlon, 36. Platz 50 km klassisch
- 2006 Turin: 11. Platz 20 km Skiathlon, 39. Platz 50 km Freistil Massenstart

#### Nordische Skiweltmeisterschaften
- 1993 Falun: 21. Platz 30 km klassisch, 29. Platz 15 km Verfolgung, 30. Platz 50 km Freistil, 30. Platz 10 km klassisch
- 1995 Thunder Bay: 15. Platz 30 km klassisch, 22. Platz 50 km Freistil, 25. Platz 10 km klassisch, 44. Platz 25 km Verfolgung
- 1997 Trondheim: 25. Platz 50 km klassisch, 29. Platz 10 km klassisch, 33. Platz 30 km Freistil, 53. Platz 15 km Verfolgung
- 1999 Ramsau: 32. Platz 50 km klassisch, 49. Platz 10 km klassisch
- 2001 Lahti: 6. Platz 20 km Skiathlon, 16. Platz Sprint Freistil, 16. Platz 50 km Freistil, 19. Platz 15 km klassisch
- 2003 Val di Fiemme: 4. Platz 20 km Skiathlon, 7. Platz 50 km Freistil, 30. Platz Sprint Freistil
- 2005 Oberstdorf: 13. Platz 50 km klassisch Massenstart, 15. Platz 20 km Skiathlon, 26. Platz 15 km Freistil
- 2007 Sapporo: DNF 30 km Skiathlon

### Siege bei Continental-Cup-Rennen
| Nr. | Datum             | Ort     | Disziplin       | Serie           |
| --- | ----------------- | ------- | --------------- | --------------- |
| 1.  | 16. November 1996 | Kittilä | 10 km klassisch | Continental Cup |

### Weltcup-Gesamtplatzierungen
| Saison    | Gesamt | Gesamt | Distanz | Distanz | Sprint | Sprint |
| Saison    | Punkte | Platz  | Punkte  | Platz   | Punkte | Platz  |
| --------- | ------ | ------ | ------- | ------- | ------ | ------ |
| 1992/93   | 54     | 40.    | –       | –       | –      | –      |
| 1993/94   | 38     | 49.    | –       | –       | –      | –      |
| 1994/95   | 96     | 29.    | –       | –       | –      | –      |
| 1995/96   | 138    | 23.    | –       | –       | –      | –      |
| 1996/97   | 109    | 27.    | 26      | 31.     | 75     | 19.    |
| 1997/98   | 14     | 66.    | -       | -       | 14     | 56.    |
| 1998/99   | 13     | 78.    | -       | -       | 13     | 74.    |
| 1999/2000 | 64     | 59.    | -       | -       | 64     | 23.    |
| 2000/01   | 97     | 44.    | -       | -       | 29     | 43.    |
| 2001/02   | 125    | 40.    | -       | -       | 98     | 19.    |
| 2002/03   | 125    | 40.    | -       | -       | 15     | 47.    |
| 2003/04   | 105    | 51.    | 105     | 33.     | -      | -      |
| 2004/05   | 54     | 69.    | 54      | 44.     | -      | -      |
| 2005/06   | 80     | 67.    | 80      | 44.     | -      | -      |